# 1853-as busz
Az 1853-as jelzésű autóbuszvonal Esztergom és Balatonfüred között közlekedő országos járat, amit a Volánbusz Zrt. lát el Székesfehérvár és Veszprém érintésével.

## Közlekedése
| Indulási helyszín              | Érkezési helyszín                | Indulási időpontja | Közlekedése                 |
| ------------------------------ | -------------------------------- | ------------------ | --------------------------- |
| Esztergom, vasútállomás        | Balatonfüred, autóbusz-állomás   | 5:10               | nyári tanszünetben naponta  |
| Esztergom, vasútállomás        | Veszprém, autóbusz-állomás       | 5:10               | tanév tartama alatt naponta |
| Veszprém, autóbusz-állomás     | Esztergom, vasútállomás          | 6:50               | naponta                     |
| Esztergom, vasútállomás        | Székesfehérvár, autóbusz-állomás | 14:10              | naponta                     |
| Balatonfüred, autóbusz-állomás | Esztergom, vasútállomás          | 15:20              | nyári tanszünetben naponta  |
| Veszprém, autóbusz-állomás     | Esztergom, vasútállomás          | 15:20              | tanév tartama alatt naponta |

## Útvonala
Esztergom vasútállomásáról indul. A 111-es és 10-es főúton halad Dorog, Tokod irányába, az út folyamán csak a főbb megállóknál áll meg. Bajna község után Zsámbék autóbusz fordulójához is kitér, majd Bicskén a vasútállomás bejárati útjánál is megáll. Csákváron és Zámolyon keresztül éri el Székesfehérvárat, mely város autóbusz állomásán az indulási időponttól függ, mennyit várakozik. Innen Várpalota felé hajt a 8-as főúton, sőt rajta is marad míg Veszprémig el nem robog. Mielőtt végállomásához érne, Csopakon egy megállója van még, 5 kilométer innen Balatonfüred autóbusz állomása.
Nagysápra egyetlen alkalommal tér be naponta, Zsámbékra és Várpalotára minden alkalommal. Visszafelé útvonala ugyanaz.

## Tudnivalók
- Országbérlet érvényesíthető a járaton.
- Kiegészítőjegy vásárlása nem szükséges.
- Felszállási / leszállási korlátozás nincs.

## Megállóhelyei
| 0                                         | Esztergom, vasútállomás végállomás                    | 0.0 km   | A, B, C, G, N 1721, 1784 223, 800, 802, 803, 804, 805, 808, 809, 812, 819, 822, 823, 824, 825, 836, 837, 845, 846, 847, 852, 853, 854, 862, 863, 880 S72 , Z72 , S74 (Esztergom vá.) |
| 1                                         | Esztergom, Kassai utca                                | 4.5 km   | A, B, C 1721, 1784 800, 802, 803, 804, 805, 808, 809, 822, 823, 824, 825, 836, 837, 845, 846, 847, 852, 853 |
| 2                                         | Dorog, Volán-telep                                    | 5.8 km   | 1721 800, 802, 803, 804, 805, 808, 809, 824, 817, 822, 824, 825, 836, 837, 845, 846, 847, 852, 853 |
| 3                                         | Dorog, vasútállomás                                   | 6.8 km   | 1721, 1784 800, 802, 803, 804, 805, 808, 809, 815, 817, 822, 823, 824, 825, 836, 837, 845, 846, 847, 852, 853 S72 , Z72 (Dorog vá.) |
| 4                                         | Dorog, városháza                                      | 7.3 km   | 1721, 1784 800, 802, 803, 804, 805, 808, 809, 815, 817, 822, 823, 824, 825, 836, 837, 845, 846, 847, 852, 853 |
| 5                                         | Tokodaltáró, községháza                               | 10.9 km  | 1721, 1784 802, 803, 804, 808, 809, 815, 822, 823, 824, 825, 836, 837, 846 |
| 6                                         | Tokod, sportpálya                                     | 13.4 km  | 822, 824, 825, 836, 837, 846 |
| 7                                         | Tokod, községháza                                     | 13.9 km  | 1784 817, 822, 823, 824, 825, 836, 837, 846 |
| 8                                         | Tokod, Hősök tere                                     | 14.4 km  | 1784 817, 822, 824, 825, 836, 837, 846 |
| 9                                         | Tokod, ebszőnybányai elágazás                         | 17.2 km  | 817, 822, 824, 825, 836, 837, 846 |
| 10                                        | Nagysáp, idősek otthona                               | 21.2 km  | 1784 822, 823, 824, 825, 8546 |
| Csak a reggeli Veszprémből induló érinti. |                                                       |          | |
| ∫                                         | Nagysáp, autóbusz-forduló                             | ∫        | 779, 787, 822, 824, 825, 8546 |
| 11                                        | Bajna, faluközpont                                    | 26.7 km  | 1784 779, 787, 822, 823, 824, 825, 8494, 8546 |
| 12                                        | Gyermely, tésztagyár                                  | 33.3 km  | 779, 787, 822, 825 |
| 13                                        | Gyermely, községháza                                  | 35.1 km  | 770, 775, 779, 785, 786, 787, 822, 825, 8423 |
| 14                                        | Szomor, autóbusz-váróterem                            | 36.7 km  | 770, 775, 779, 785, 786, 787, 822, 825, 8423 |
| 15                                        | Mány, Felsőörspuszta                                  | 39.7 km  | 770, 775, 779, 785, 786, 787, 8423 |
| 16                                        | Zsámbék, autóbusz-forduló                             | 44.4 km  | 922B 770, 775, 778, 779, 783, 784, 785, 786, 787, 788, 789, 791, 795, 798, 799, 8423 |
| 17                                        | Mány, községháza                                      | 50.3 km  | 784 |
| 18                                        | Bicske, műszaki áruház                                | 55.9 km  | 1251, 1253, 1254 702, 760, 767, 784, 8011, 8106, 8120, 8128, 8432, 8435, 8437 |
| 19                                        | Bicske, vasútállomás bejárati út                      | 56.6 km  | 702, 760, 767, 784, 8011, 8106, 8120, 8128, 8432, 8435, 8437 |
| 20                                        | Felcsút, bejárati út                                  | 62.4 km  | 1251, 1253, 1254 702, 8011, 8106, 8120, 8435, 8437 |
| 21                                        | Bodmér, bejárati út                                   | 66.0 km  | 1251, 1253, 1254 8120 |
| 22                                        | Vértesboglár, Kossuth utca                            | 68.9 km  | 1251, 1253, 1254 8000, 8120 |
| 23                                        | Csákvár, Kossuth utca 57.                             | 74.4 km  | 1251, 1253, 1254 8000, 8120 |
| 24                                        | Csákvár, Szabadság tér                                | 75.4 km  | 1251, 1253, 1254, 1824, 1841 8000, 8120 |
| 25                                        | Zámolyi elágazás                                      | 82.8 km  | 1251, 1253, 1254, 1824, 1841 8000, 8001 |
| 26                                        | Zámoly, Kossuth utca 86.                              | 86.0 km  | 1824, 1841 8000, 8001 |
| 27                                        | Székesfehérvár, III. Béla király tér                  | 99.7 km  | 33, 34 1563, 1706, 1758, 1809, 1822, 1824, 1841, 1842, 1845 8000, 8001, 8090, 8092, 8093, 8095, 8096, 8097, 8099, 8624 |
| 28                                        | Székesfehérvár, autóbusz-állomás vonalközi végállomás | 101.3 km | 10, 10G, 11, 11A, 12, 12A, 12Y, 13, 13A, 13G, 13Y, 14, 14G, 15, 15Y, 26, 26A, 26C, 26G, 27, 36, 37, 37A, 38, 40, 41, 42, 43, 44 1172, 1173, 1174, 1205, 1215, 1507, 1510, 1529, 1563, 1706, 1707, 1735, 1758, 1803, 1808, 1809, 1822, 1823, 1824, 1826, 1841, 1842, 1843, 1845 707, 717, 740, 747, 748, 749, 750, 751, 757, 758, 759, 5552, 7315, 8000, 8001, 8010, 8011, 8013, 8030, 8032, 8033, 8034, 8035, 8037, 8039, 8040, 8041, 8046, 8047, 8048, 8049, 8050, 8055, 8060, 8062, 8065, 8066, 8067, 8068, 8069, 8070, 8078, 8082, 8086, 8090, 8092, 8093, 8095, 8096, 8097, 8099, 8624 |
| 29                                        | Csór, Magyar utca                                     | 114.0 km | 1215, 1529, 1735, 1758, 1808, 1823 7313, 7315, 8082 |
| 30                                        | Várpalota, alumíniumkohó bejárati út                  | 117.9 km | 1212, 1215, 1216, 1229, 1529, 1735, 1758, 1808, 1823 7315, 8082 |
| 31                                        | Várpalota, autóbusz-állomás                           | 123.6 km | 1212, 1215, 1216, 1229, 1529, 1735, 1758, 1808, 1823 7311, 7313, 7314, 7315, 7317, 7501, 7515, 7521, 7528, 7530, 7531, 7532, 7533, 7534, 7538, 8082 |
| 32                                        | Öskü, autóbusz-váróterem                              | 131.5 km | 1215, 1529, 1735, 1758, 1808, 1823 7309, 7311, 7313, 7314, 7315 |
| 33                                        | Veszprém, Viola utca                                  | 146.1 km | 6, 16, 23, 23U, 25 1212, 1215, 1216, 1229, 1529, 1564, 1592, 1593, 1735, 1740, 1742, 1758, 1808, 1823 7033, 7300, 7301, 7302, 7303, 7304, 7305, 7306, 7307, 7308, 7309, 7311, 7313, 7314, 7315, 7316, 7317, 7318, 7319, 7320, 7321, 7322, 7323, 7324, 7326 |
| 34                                        | Veszprém, autóbusz-állomás vonalközi végállomás       | 147.3 km | 1, 2, 3, 4, 4A, 7, 7A, 10, 12, 13, 22, 22A, 23, 23U, 47 1212, 1215, 1216, 1229, 1510, 1513, 1529, 1564, 1592, 1593, 1625, 1631, 1658, 1709, 1710, 1720, 1722, 1731, 1732, 1735, 1736, 1740, 1742, 1758, 1784, 1806, 1808, 1823 5449, 7033, 7300, 7301, 7302, 7303, 7304, 7305, 7306, 7307, 7309, 7311, 7313, 7314, 7315, 7316, 7317, 7318, 7319, 7320, 7321, 7322, 7323, 7324, 7325, 7326, 7332, 7333, 7335, 7338, 7341, 7342, 7344, 7345, 7346, 7350, 7352, 7353, 7355, 7358, 7360, 7361, 7363, 7364, 7366, 7367, 7369, 7370, 7376, 7381, 7383, 7386, 7388, 7391, 7395, 7396, 7398        |
| 35                                        | Veszprém, kórház                                      | 148.1 km | 7, 7A 1658, 1710, 1720, 1735, 1758, 1806, 1808 7341, 7342, 7344, 7345, 7346, 7348, 7350, 7352, 7353, 7355, 7357, 7358 |
| 36                                        | Csopak, Csonkatorony 73-as út                         | 161.8 km | 1529, 1631, 1658, 1710, 1735, 1758, 1806, 1808 7350, 7352, 7353, 7355, 7357, 7358, 7363 |
| 37                                        | Balatonfüred, Arács vasúti megállóhely                | 165.1 km | 6, 7 1529, 1631, 1658, 1709, 1710, 1720, 1722, 1735, 1758, 1806, 1808 7338, 7344, 7345, 7348, 7350, 7352, 7355, 7357, 7358, 7363, 7653, 7654, 8082 Balatonarács vmh. (29. sz.) |
| 38                                        | Balatonfüred, Arany Csillag                           | 165.8 km | 3, 4, 6, 7 1529, 1631, 1658, 1709, 1710, 1720, 1722, 1735, 1758, 1806, 1808 7338, 7344, 7345, 7348, 7350, 7352, 7355, 7357, 7358, 7363, 7653, 7654, 8082 |
| 39                                        | Balatonfüred, autóbusz-állomás végállomás             | 166.3 km | 1, 1B, 2, 3, 4, 5, 6, 7 1529, 1631, 1658, 1709, 1710, 1720, 1722, 1735, 1758, 1806, 1808 7338, 7344, 7345, 7346, 7348, 7350, 7352, 7353, 7355, 7357, 7358, 7363, 7364, 7653, 7654, 7671, 7673, 7674, 7675, 7682, 7683, 7686, 8082 Balatonfüred vá. (29. sz.) |